# Большая Руниха
Большая Руниха — река в России, протекает по территории Ханты-Мансийского района Ханты-Мансийского автономного округа. Устье реки находится в 45 км по левому берегу реки Назым. Длина реки — 31 км.
Начинается среди болот. Течёт по заболоченной местности в общем южном направлении. На всём протяжении долины присутствует сосновый лес.
Ширина реки в низовьях — 11 метров, глубина — 0,7 метра, скорость течения воды 0,3 м/с.
Основные притоки — Малая Руниха и Кедровая (оба — левые).

## Данные водного реестра
По данным государственного водного реестра России относится к Верхнеобскому бассейновому округу, водохозяйственный участок реки — Обь от города Нефтеюганск до впадения реки Иртыш, речной подбассейн реки — Обь ниже Ваха до впадения Иртыша. Речной бассейн реки — (Верхняя) Обь до впадения Иртыша.